# Paralemanea
Paralemanea Vis & Sheath, 1992 é o nome botânico de um gênero de algas vermelhas da família Lemaneaceae.

## Espécies
Atualmente apresenta 11 espécies taxonomicamente aceitas, entre elas:
- Paralemanea catenata (Kützing) M.L. Vis & R.G. Sheath, 1992
- Lista completa